# Бирдмор (ледник)
Ледникът Бирдмор (на английски: Beardmore Glacier) е голям долинен ледник в Източна Антарктида, Земя Виктория, на границата между Бреговете Шакълтън и Дуфек с дължина над 200 km и ширина до 40 km. Води началото си от Антарктическото плато на около 2000 m надморска височина и „тече“ на север между хребета Съдружество на планината Куин Мод на изток и хребета Куин Александра на запад, части от Трансантарктическите планини. „Влива“ се в югозападната част на шелфовия ледник Рос.
Ледникът Бирдмор е открит, частично изследван и топографски заснет през 1908 г. от британската антарктическа експедиция (1907 – 09), ръководена от Ърнест Шакълтън, който го използва за изкачване на Антарктическото плато и походът му към Южния полюс. Новооткрития ледник Шакълтън наименува в чест на сър Уилям Бирдмор (1856 – 1936) шотландски промишлен магнат, спонсор на експедицията. През 1911 г. по ледника преминава и отрядът на Робърт Скот на път за и от Южния полюс, като в „устието“ му умира един от петимата членове ва отряда, а останалите участници, заедно със Скот загиват на шелфовия ледник Рос, само на 15 km от склада с хранителни припаси.
- Топографска карта на долната част на ледника Бирдмор